# Centrum voor Vrijzinnig Humanistisch Erfgoed
Le Centrum voor Vrijzinnig Humanistisch Erfgoed (CVHE), anciennement Vrijzinnig Studie-, Archief- en Documentatiecentrum Karel Cuypers, a été fondé le 17 avril 1986 à Anvers, avec pour ambition d’apporter un soutien scientifique à la laïcité organisée flamande et de préserver et valoriser les archives de la libre-pensée.
En 2012, le CVHE établit un partenariat avec les archives de la Vrije Universiteit Brussel. La structure de coopération qui en naquit, le Centrum voor Academische en Vrijzinnige Archieven (CAVA), est établi sur le campus de la VUB à Ixelles. 
L’administration et les collections du CVHE furent transférés en 2012 d’Anvers à Bruxelles. Le conseil d’administration du CVHE supervise la gestion patrimoniale du CAVA. 